# Trang viên ở Podstolice

Trạng viên tại Podstolice phía sau

Trang viên tại Podstolice (tiếng Ba Lan: Dwór w Podstolicach) - là một trang viên lịch sử ở Podstolice, ở Września Country, Greater Ba Lan.

## Miêu tả
Đây là một trang viên xây dựng bằng gỗ từ năm 1890, nó có một tầng hầm và hai tầng. Tòa nhà rộng 1200 mét vuông được bao quanh bởi một công viên hàng trăm năm tuổi với một cái ao.

## Lịch sử
Lịch sử của trang viên bắt đầu từ thế kỷ XIX, khi chủ sở hữu của làng Podstolice được ghi nhận là Hedogron Kierski. Ông bắt đầu xây dựng một tòa nhà tân cổ điển vào năm 1890. Năm 1920, chủ sở hữu của Podstolice là Nam tước Stronbetzky. Trong thời kỳ giữa chiến tranh, nó đã trở thành tài sản của Kho bạc Nhà nước Ba Lan và người thuê của nó là Stanisław Karłowski. Trong thời kỳ Chiến tranh thế giới thứ hai, bất động sản được quản lý bởi ủy thác (Treuhänder) Neubert. Sau chiến tranh, nó nằm dưới sự quản lý của Văn phòng đất đai tỉnh Podstolice và khu vực của trang viên được quản lý vào năm 1950 bởi Hợp tác xã nông nghiệp. Từ năm 1992, chủ sở hữu của trang viên là Bà và Ông Kareński từ Poznań.

## Hình ảnh

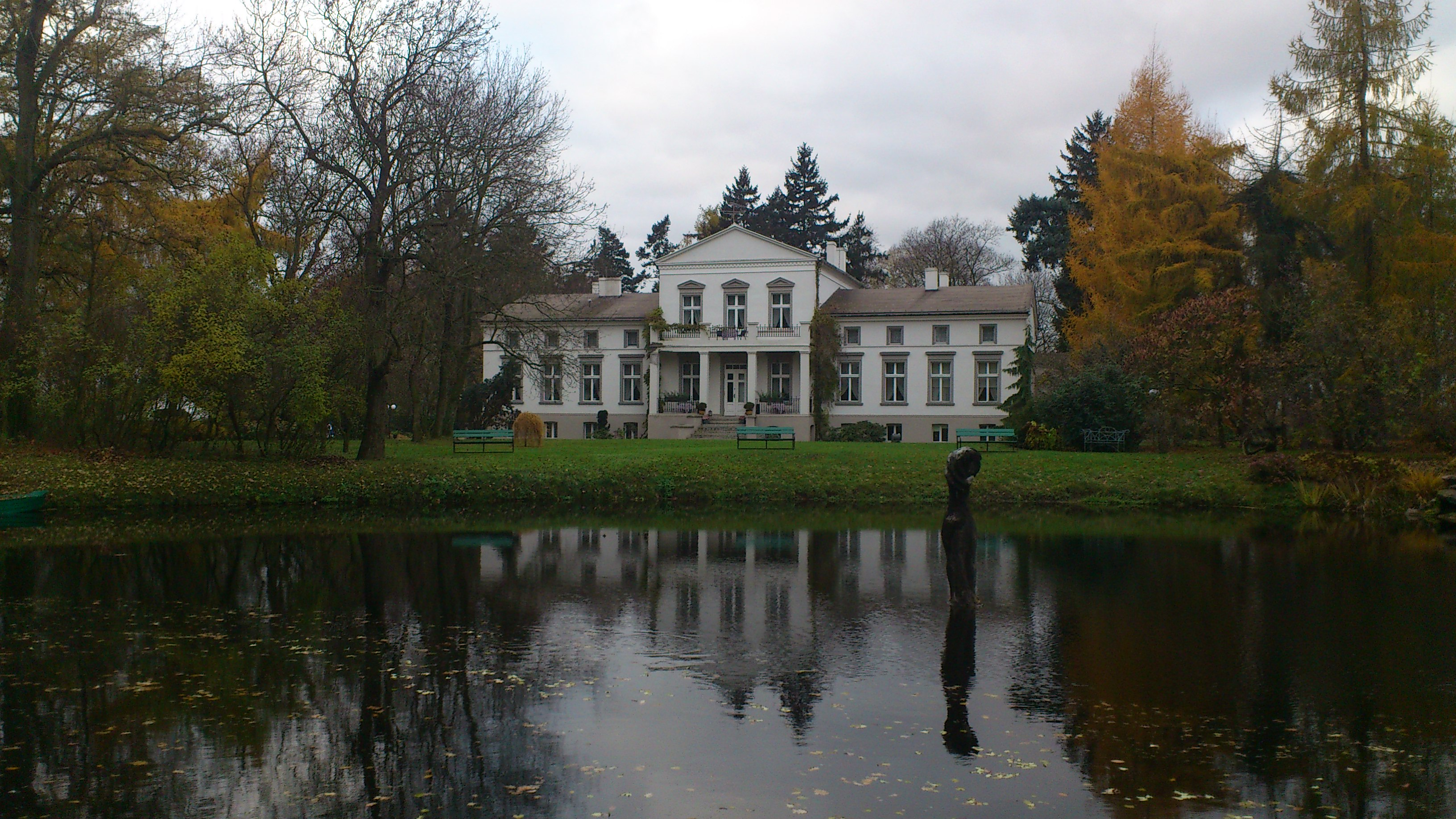
Nhìn từ xa
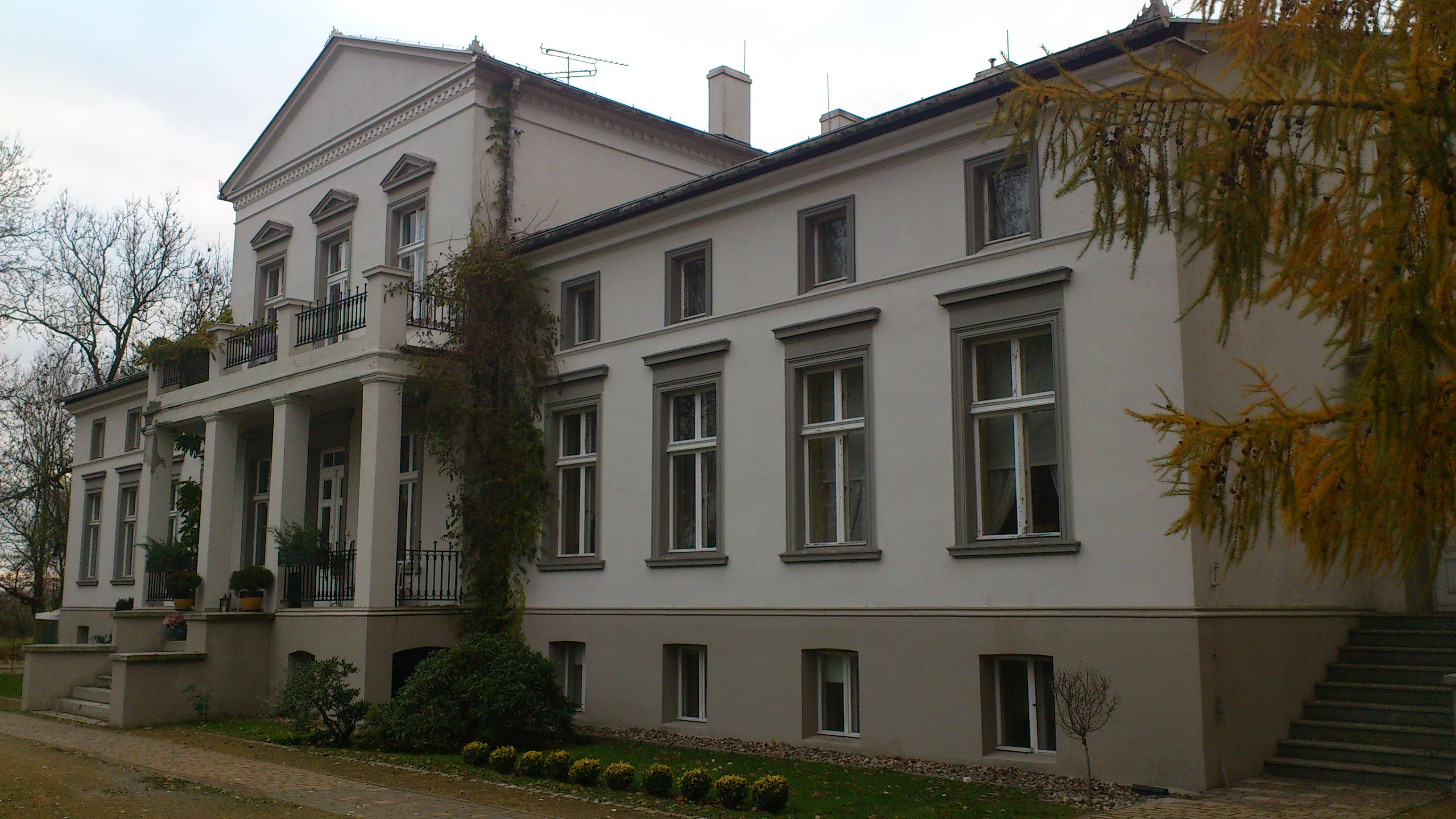
Phía trước
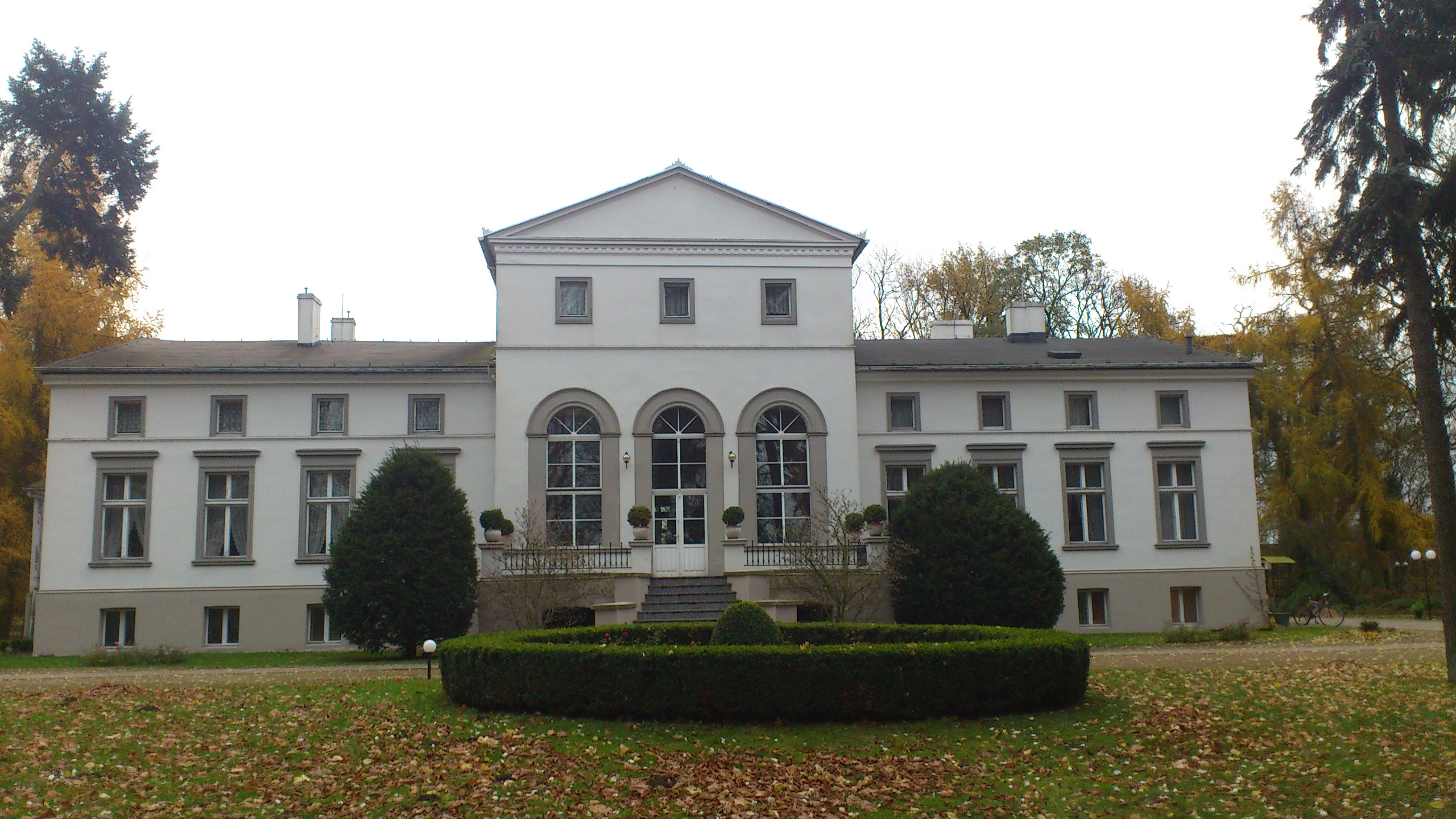
Phía sau
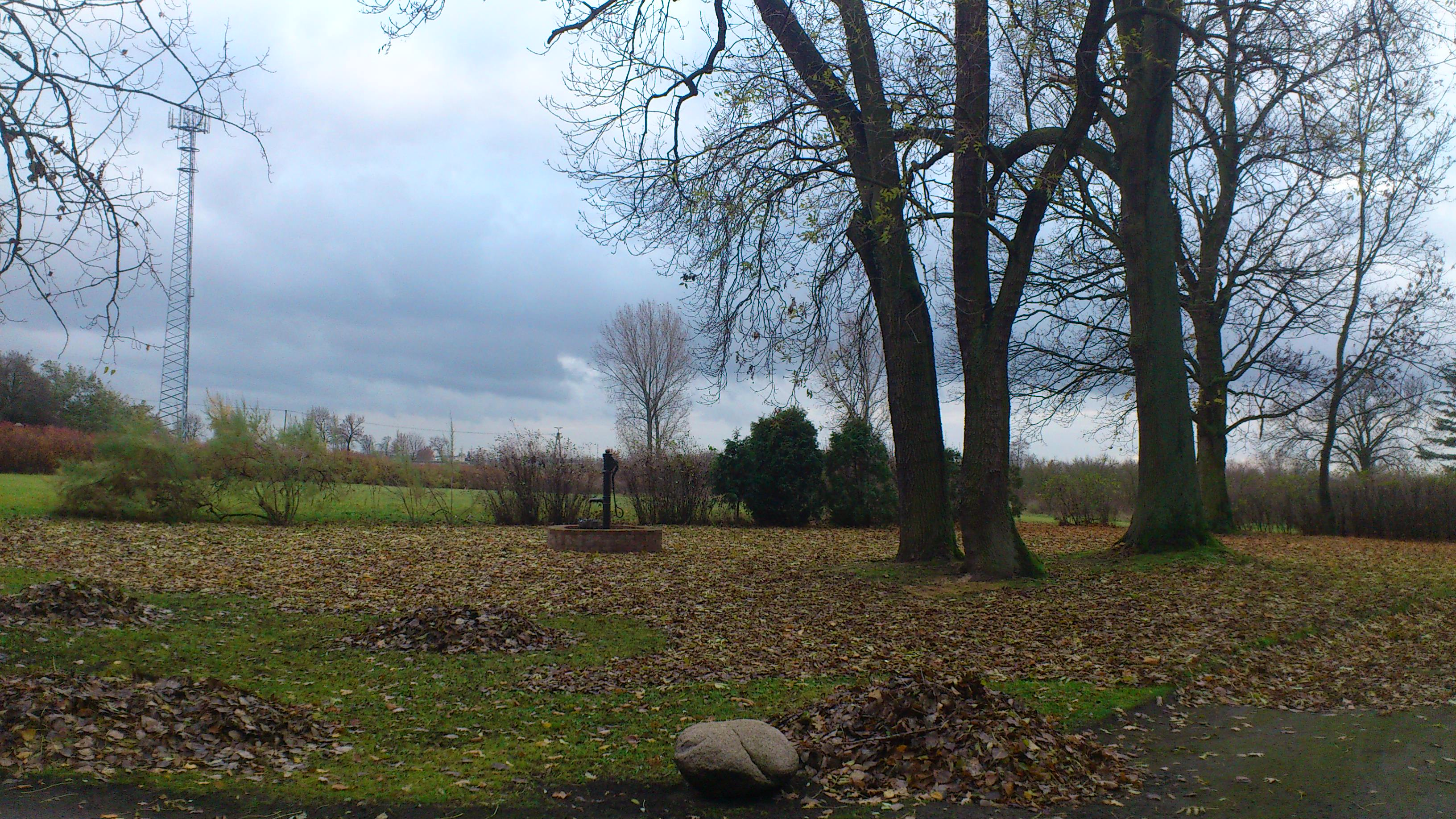
Công viên ở trang viên
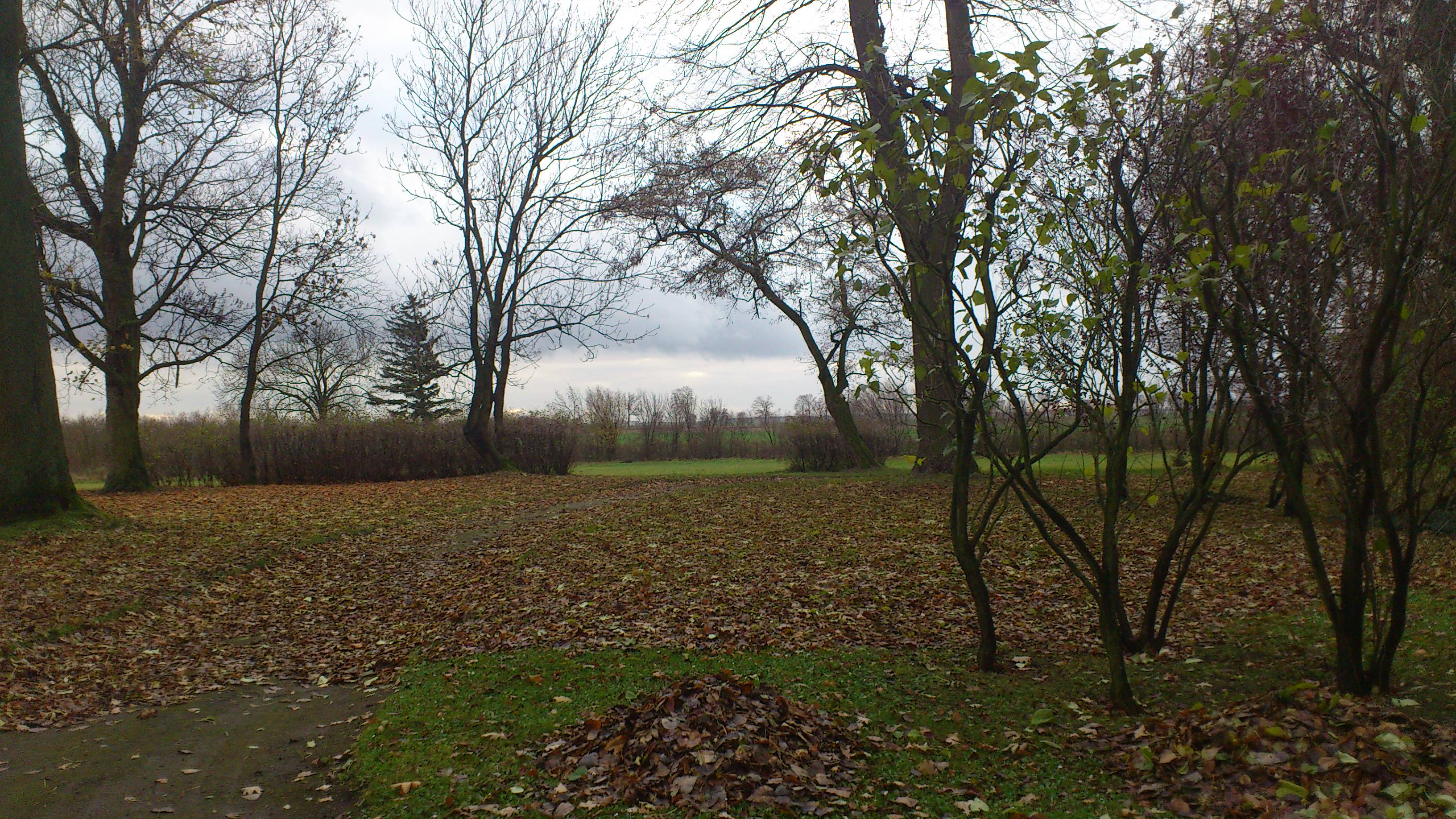
Công viên phía Nam
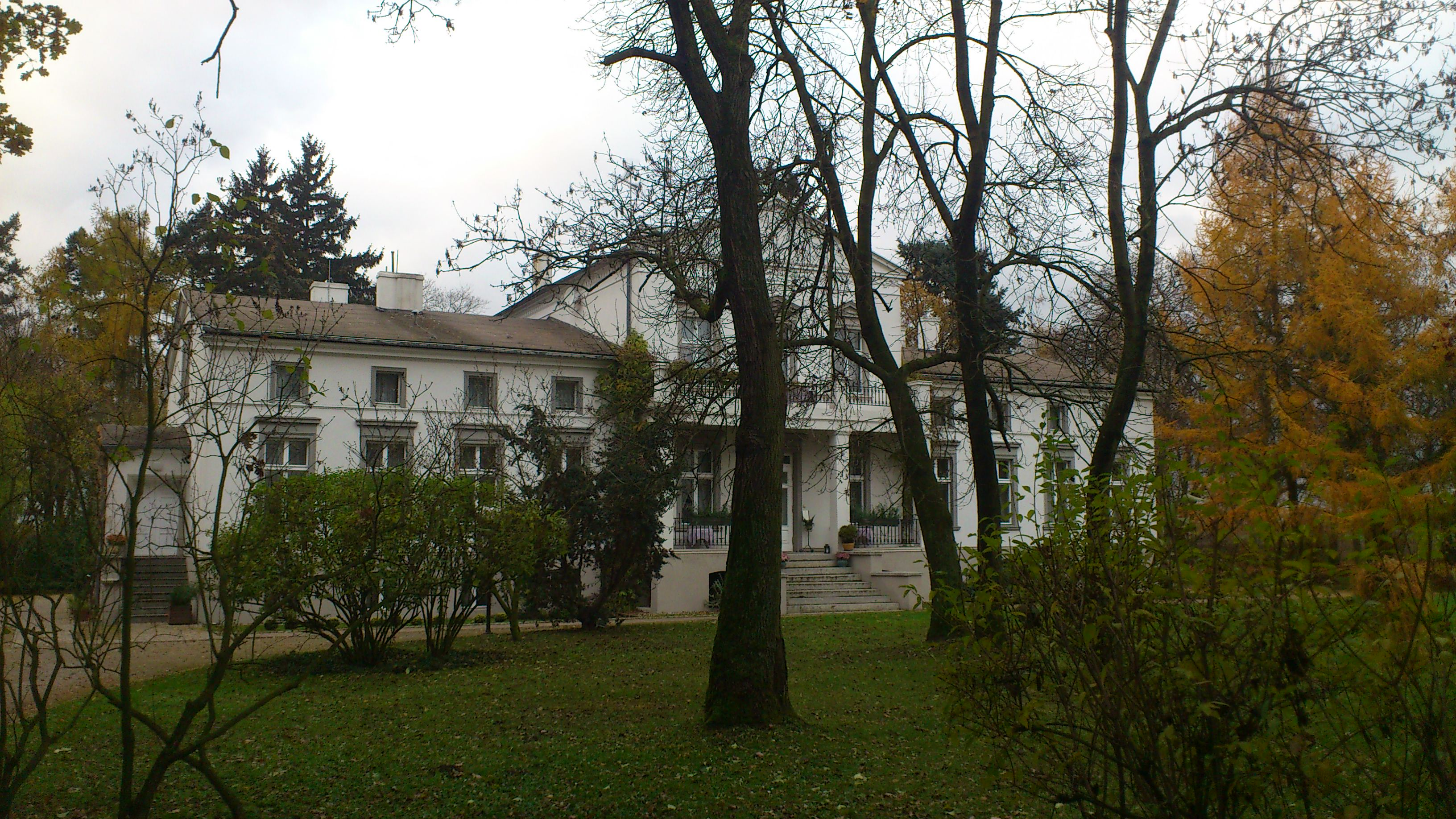
Công viên phía Đông
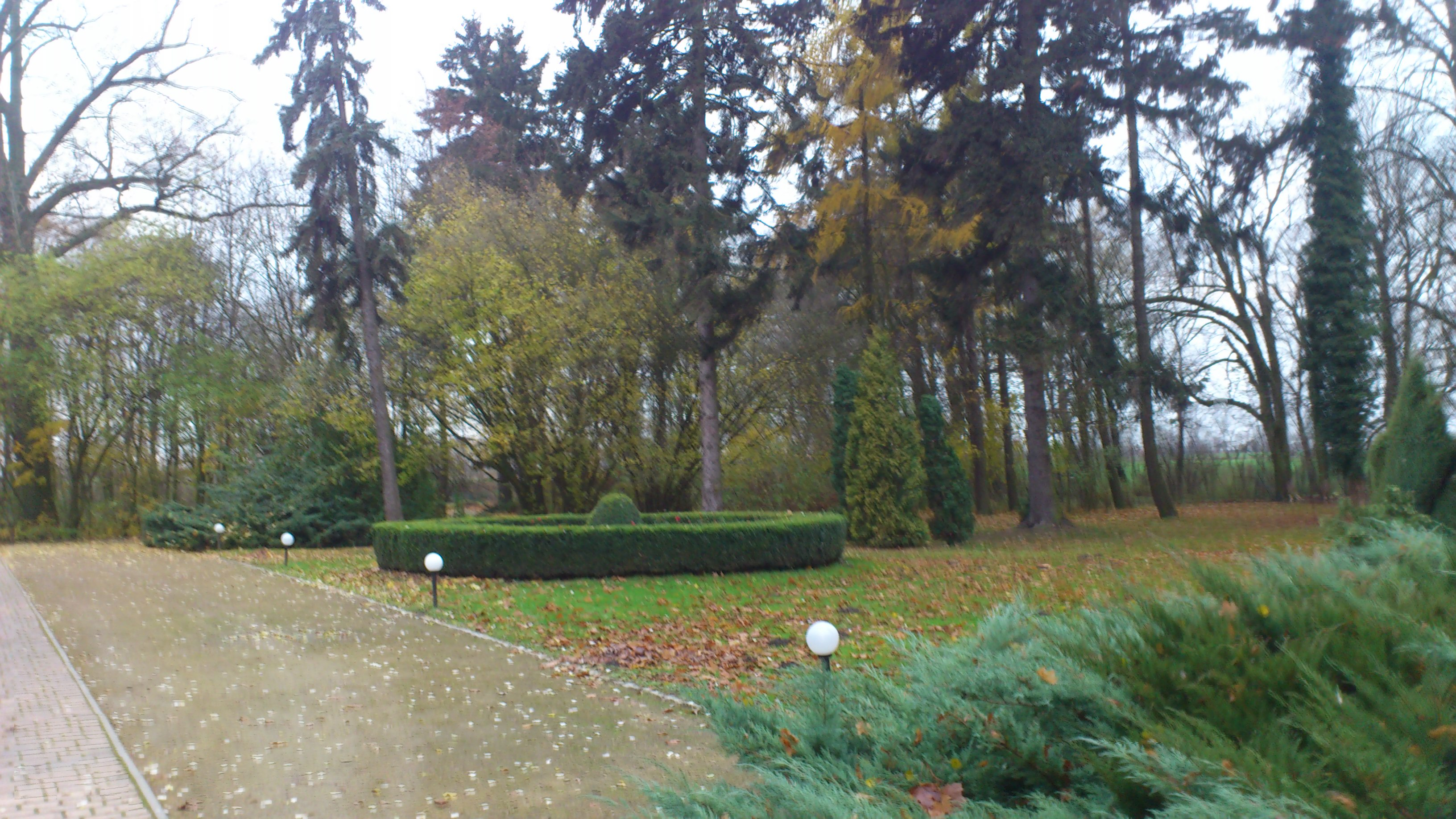
Công viên phía Tây
- Hình ảnh 3D